# Трансатлантична работоргівля

Регіони Африки, звідки проводився вивіз рабів через Атлантику

Трансатлантична работоргівля — процес вивезення негрів-рабів з Африки (в більшості випадків з Західної Африки і басейну річки Конго) для роботи на плантаціях Північної і Південної Америки — на територію сучасних Бразилії, півдня США, Карибських островів, Колумбії і Еквадору. Складав невід'ємну частину так званій Трикутній торгівлі.
ООН називає трансатлантичну работоргівлю одним з найгрубіших порушень прав людини в історії людства. Це найбільший акт депортації населення, коли протягом 400 років було переміщено понад 17 мільйонів осіб.

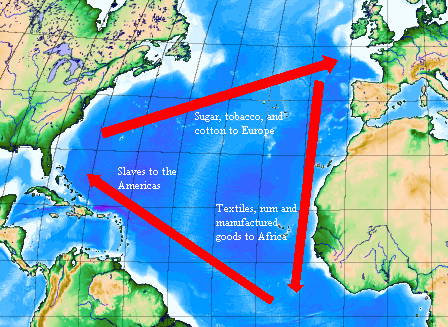
Трикутник трансатлантичної торгівлі XVII—XVIII століттях

## «Трикутник работоргівлі»
З відкриттям нових земель в західній півкулі європейським колонізаторам потрібні були робочі ресурси для їх освоєння. Джерелом працьовитих рук стали землі Західної Африки і басейну Конго, де під час етнічних конфліктів або цілеспрямованого викрадення безліч людей ставали рабами. Європейські кораблі, навантажені товарами, прямували до африканських берегів, де за свій вантаж отримували «живий товар», з яким здійснювали подорож через Атлантичний океан в Новий світ. Тут раби продавались, а в Європу вивозилася продукція, вироблена їх працею: тютюн, цукор, бавовна, кава і ром. Утворився трикутний маршрут, що отримав назву «Трикутника работоргівлі». Ціна будь-якого товару (будь то раби, ром або цукор) на кожній ланці цього торгового ланцюга після перевезення зростала у кілька десятків разів, не тільки покриваючи торгові витрати, але й забезпечуючи збагачення.
Іноді для отримання максимального прибутку при перетині океану раби розміщувалися в тісноті та антисанітарії, в результаті чого, за оцінками, кожен шостий з них помирав по дорозі. При спалахах хвороби або під час повстань могло загинути до половини рабів. При цьому вже в Америці серед негрів зберігалась дуже висока смертність (в основному через інфекційні хвороби, особливо гарячку денге, малярію, а також венеричні захворювання).

## Країни-учасниці
Участь у трансатлантичній торгівлі рабами брали в першу чергу колоніальні держави — Іспанія, Португалія, Нідерланди, Англія та Франція.
У північноамериканських колоніях, особливо у Вірджинії, англійці спочатку використовували як рабів шотландських і ірландських військовополонених. З початку XVI століття іспанці почали доставляти африканців в Вест-Індію, португальці — в Бразилію. Історія рабства в самій Африці налічує кілька тисячоліть, а поневолення негрів відбувалось ще в давніх цивілізаціях та культурах Північної, Північно-Східної Африки і Близького Сходу.
Африканці як раби на територію нинішніх США були вперше завезені в 1620 році, причому англійський уряд нав'язав їх колоніям, ввівши монополію. Поступово розвинулася ціла система работоргівлі. Протягом XVI—XVII століть торгівля рабами становила королівський привілей, передавалася приватним особам, здебільшого як монополія, із зобов'язанням доставити в колонії певну кількість рабів у певний час. Доходи від работоргівлі і рабської праці на американських плантаціях становили основу процвітання багатьох європейських міст. Розквіт торгівлі неграми склав підґрунтя для великих торгових компаній в Голландії, Франції і Англії в 1621—1631 роках, які отримали привілеї на вивезення рабів із західної Африки, на просторі від тропіка Рака до мису Доброї Надії.
Виходячи з великої економічної вигоди, работоргівля вважалася морально виправданою і навіть благом, а рабовласницькі закони підносили як захист від зловживань. Французький «Чорний кодекс» 1685 року встановлював права і обов'язки рабів і рабовласників та передбачав жорстокі покарання для рабів. У 1698 році англійський парламент дозволив приватним особам займатися работоргівлею.
При цьому європейці зазвичай лише купували «живий товар» в колоніальних містечках-факторіях на африканському узбережжі, не беручи участь у самому процесі «відлову» рабів. Раби виводилися до берега караванами, зв'язаними по руках і з накладеними на шиї дерев'яними колодками. Всього в британські колонії в Північній Америці, а пізніше в США було доставлено близько 13 мільйонів рабів з Африки.
Великомасштабне проникнення європейців вглиб Африки розпочинається лише в другій половині XIX століття, до цього Африка за межами узбережжя була практично невідома європейцям.

## Скасування трансатлантичної работоргівлі
У XVIII столітті почалась активна кампанія з інформування суспільства про нелюдські умови, в яких раби транспортуються з Африки до Америки. Лідерами протестів стали релігійні і громадські організації, такі як американські квакери.
Переломним моментом стало повстання рабів на Гаїті в 1791—1804 роках. За результатами колонія отримала незалежність від Франції, а європейські держави побачили небезпеку в подальшому збільшенні кількості рабів. В Парламенті Великої Британії перший білль про заборону работоргівлі був запропонований Вільямом Вілберфорсом (William Wilberforce, 1759—1833) в 1791 році, але не був підтриманий при голосуванні. В 1798 році виникло перше протиневільниче товариство «Африканська Асоціація». На його вимогу британський Парламент призначив комісію для дослідження становища африканських рабів, результатом чого став перший акт для полегшення їхнього становища. Помітною стала англійська «Спільнота за викорінення работоргівлі». Стимулом для широкої дискусії про становище рабів у колоніях стала автобіографія Олауда Еквіано, хоча, як вважають сучасні дослідники, багато що в його книзі вигадано.
Поступово ставлення до работоргівлі в суспільстві ставало все більш негативним.
Нові економічні умови в Європі знизили важливість колоній, що стало ще одним поштовхом для початку згортання трансатлантичної работоргівлі.
На початку XIX століття трансатлантична работоргівлі поступово заборонялась. Ринки Американського континенту були досить насичені. Негри, які були хрещені, розмовляли на європейських (або креольських) мовах і адаптовані до життя на плантаціях, цінувались значно вище ніж «дикі» африканці. Біле населення обох Америк було невдоволено різким збільшенням частки чорношкірого населення, що стало загрожувати їх домінуванню на Американському континенті.
В 1807 році президент США Томас Джефферсон підписав закон про скасування рабства. 25 березня 1807 року британський Парламент прийняв «Акт про скасування работоргівлі» (Abolition of the Slave Trade Act). За ними протягом кількох років від работоргівлі відмовилися інші європейські країни, одночасно забороняючи і рабство. Остаточне скасування трансатлантичної работоргівлі відбулось в кінці XIX століття, коли рабство заборонили Куба в 1886 році і Бразилія в 1888 році.
На міждержавному рівні Великій Британії в цьому напрямку активно протидіяли Іспанії та Португалії, що побоювалися банкрутства своїх колоній після негайного припинення надходження темношкірих рабів. Приєднувалась до них і Франція, що не бажала посилення морської могутності Англії наданням, у мирний час, англійським крейсерам права огляду і обшуку підозрілих кораблів, що плавають в африканських водах. Але поступово деякі морські держави організували наглядові ескадри і надали союзним сторонам право огляду та арешту підозрілих суден.
У складі британського флоту була утворена спеціальна Західноафриканська ескадра, що займалася в числі іншого захопленням суден работоргівців.
15 травня 1820 Конгрес США прирівняв работоргівлю до піратства, що карається стратою, однак обшук американських суден іноземними громадянами не допускався. З 1820 року до боротьби з работоргівлею в африканських водах приєдналися кораблі військового флоту США.
Уряд США спробував налагодити вивезення звільнених рабів назад в Африку, де для них була створена спеціальна колонія Ліберія. Аналогічну колонію для звільнених рабів французи створили в 1843 році на території нинішнього Габону.
За британо-португальською угодою в Сьєрра-Леоне була утворена спільна комісія для перевірки суден, що займалися або підозрювалися в работоргівлі. Це мало важливе значення, оскільки саме на португальські колонії на початку XIX століття припадало близько 43 % всього експорту африканських рабів. З червня 1819 до кінця 1840 змішані комісії у Сьєрра-Леоне за участю іспанців, португальців і бразильців розглянули справи про 425 суден работоргівців, захоплених британської ескадрою. У ході цих розглядів були звільнені 59 341 рабів.
Оскільки британська ескадра спочатку не мала права захоплювати судна, на яких не знаходили рабів, то багато капітанів суден з рабами стали викидати їх за борт при наближенні британців. Однак з 1835 року британським капітанам було дозволено затримувати работорговців на підставі непрямих доказів. З посиленням оглядів не погодився уряд Португалії, що вважав, що наявність на борту кайданів і великих котлів для варіння рису не може бути приводом для затримання судна. Проте Велика Британія змусила Португалію 3 липня 1842 підписати договір, що визнавав право на захоплення суден работорговців навіть за відсутності на них рабів. Аналогічні інструкції були в 1849 році дані і американським кораблям.

## День скасування трансатлантичної работоргівлі
28 листопада 2006 року Генеральна Асамблея ООН проголосила 25 березня 2007 року в якості Міжнародного дня святкування 200-річчя скасування трансатлантичної работоргівлі.